# Pelecocera japonicus
Pelecocera japonicus är en tvåvingeart som först beskrevs av Tokuichi Shiraki 1956.  Pelecocera japonicus ingår i släktet öronblomflugor, och familjen blomflugor. Inga underarter finns listade i Catalogue of Life.